# Janina Uhse
Janina Uhse, född 2 oktober 1989 i Husum i Schleswig-Holstein, är en tysk skådespelare.
Uhse har bland annat medverkat i filmerna För ditt eget bästa och Spelkvällen.

## Filmografi (i urval)
- 2020 – För ditt eget bästa
- 2024 – Spelkvällen